# Комиссия по делам Кнессета
Комиссия по делам Кнессета (ивр. ועדת הכנסת‎) — парламентская комиссия в Израиле, часть кнессета, которая занимается уставом Кнессета и вытекающими из него вопросами, неприкосновенностью депутатов Кнессета и просьбами о её принятии, внутренними правилами кнессета, рекомендациями по составам постоянных комиссий и комиссий по отдельным вопросам и их председателям, разграничением и координацией комитетов, направлением запросов, поданных в Кнессет от общественности, председателю Кнессета или соответствующим комитетам, обсуждением жалоб на депутатов Кнессета, выплатами членам Кнессета, обсуждением просьб и вопросов, которые не касаются какой-либо комиссии или не входят в обязанности другой комиссии.

## Подкомиссия комиссии по делам Кнессета
- Подкомиссия по внесению изменений в Устав Кнессета
- Подкомиссия по пересмотру процедур безопасности для депутатов Кнессета
- Подкомиссия по вопросам комиссии Кнессета по делам будущих поколений
- Подкомиссия по вопросу о явке государственных служащих по запросам комиссий Кнессета
- Подкомиссия по теме запросов к Кнессету
- Подкомиссия по бюджету Кнессета